# 87954 Tomkaye
87954 Tomkaye este un asteroid din centura principală de asteroizi.

## Descriere
87954 Tomkaye este un asteroid din centura principală de asteroizi. A fost descoperit pe 2 octombrie 2000 la Fountain Hills (Arizona) de Charles W. Juels. Asteroidul prezintă o orbită caracterizată de o semiaxă mare de 2,59 ua, o excentricitate de 0,18 și o înclinație de 12,0° în raport cu ecliptica.